# ۲ مارس
۲ مارس شصت و یکمین (در سال‌های کبیسه شصت و دومین) روز سال در گاه‌شماری میلادی است. ۳۰۴ روز تا پایان سال باقی‌است.

## رویدادها
- ۱۹۵۹ - تهران - به آگاهی مسکو رساند پاراگراف ششم قرارداد ۱۹۲۱ که بر اساس آن نیروهای شوروی می‌توانند در شرایط ویژه‌ای وارد خاک ایران شوند دیگر اعتبار ندارد.
- ۲۰۰۹ - برگزاری اجلاس شرم‌الشیخ در جهت کمک به آسیب‌دیدگان جنگ غزه در مصر.

## مناسبت‌ها
- روز جهانی فرهنگ بلوچی(به بلوچی: بلوچی دودربیدگءِ روچ)

## زادروزها
- ۱۸۲۴ - بدریش اسمتانا، آهنگساز و موسیقیدان اهل چک

## مرگ‌ها
- ۱۱۶۷ - ابن کیزانی،  صوفی و ادیب مصری.
- ۱۹۹۹ - داستی اسپرینگفیلد،   خواننده